# اچ‌ام‌اس بلانش (۱۹۰۹)
اچ‌ام‌اس بلانش (۱۹۰۹) (به انگلیسی: HMS Blanche (1909)) یک کشتی بود که طول آن ۳۸۵ فوت (۱۱۷ متر) بود. این کشتی در سال ۱۹۰۹ ساخته شد.